# Бейтс-Сіті (Міссурі)
Бейтс-Сіті (англ. Bates City) — місто (англ. city) в США, в окрузі Лафаєтт штату Міссурі. Населення — 219 осіб (2010).

## Географія
Бейтс-Сіті розташований за координатами 39°0′17″ пн. ш. 94°3′37″ зх. д. / 39.00472° пн. ш. 94.06028° зх. д. (39.004856, -94.060343).  За даними Бюро перепису населення США в 2010 році місто мало площу 2,89 км², з яких 2,77 км² — суходіл та 0,12 км² — водойми.

## Демографія
Згідно з переписом 2010 року, у місті мешкало 219 осіб у 80 домогосподарствах у складі 62 родин. Густота населення становила 76 осіб/км².  Було 98 помешкань (34/км²).
Расовий склад населення:
| - 97,7 % — білих - 0,5 % — вихідців з тихоокеанських островів - 1,4 % — осіб інших рас |

До двох чи більше рас належало 0,5 %. Частка іспаномовних становила 1,8 % від усіх жителів.
За віковим діапазоном населення розподілялося таким чином: 26,5 % — особи молодші 18 років, 59,8 % — особи у віці 18—64 років, 13,7 % — особи у віці 65 років та старші. Медіана віку мешканця становила 39,6 року. На 100 осіб жіночої статі у місті припадало 81,0 чоловіків;  на 100 жінок у віці від 18 років та старших — 85,1 чоловіка також старших 18 років.
Середній дохід на одне домашнє господарство  становив 52 196 доларів США (медіана — 39 375), а середній дохід на одну сім'ю — 58 892 долари (медіана — 48 958). За межею бідності перебувало 27,7 % осіб, у тому числі 46,4 % дітей у віці до 18 років та 12,5 % осіб у віці 65 років та старших.
Цивільне працевлаштоване населення становило 87 осіб. Основні галузі зайнятості: виробництво — 21,8 %, роздрібна торгівля — 17,2 %, освіта, охорона здоров'я та соціальна допомога — 16,1 %.